# Cirueña
Cirueña è un comune spagnolo situato nella comunità autonoma di La Rioja.